# 華氏119
『華氏119』（かしいちいちきゅう、原題：Fahrenheit 11/9）は、2018年にマイケル・ムーア監督が発表したドナルド・トランプ大統領を題材としたドキュメンタリー映画。
第43回トロント国際映画祭ドキュメンタリー部門オープニング作品、第31回東京国際映画祭特別招待作品。

## 概要
タイトルは2004年に公開されたジョージ・W・ブッシュ政権を批判した映画『華氏911』にちなみ、「119」はドナルド・トランプが第45代大統領が当選を確実とし勝利宣言をした「2016年11月9日」を意味している。トランプ大統領に対する批判を描いていると認識されがちだが、実際はアメリカの特殊な選挙制度や現在の経済状況、トランプを当選させたアメリカ社会に対し鋭く切り込んだ作品となっている。その為、民主党等も批判の対象となっており、撮影当時の大統領であるバラク・オバマも、フリントで発生した汚染水問題でのいい加減なパフォーマンスや軽口などで痛烈に批判されている。

## 出演
- マイケル・ムーア
- ドナルド・トランプ
- アレクサンドリア・オカシオ＝コルテス
- バラク・オバマ